# Davorin Savnik

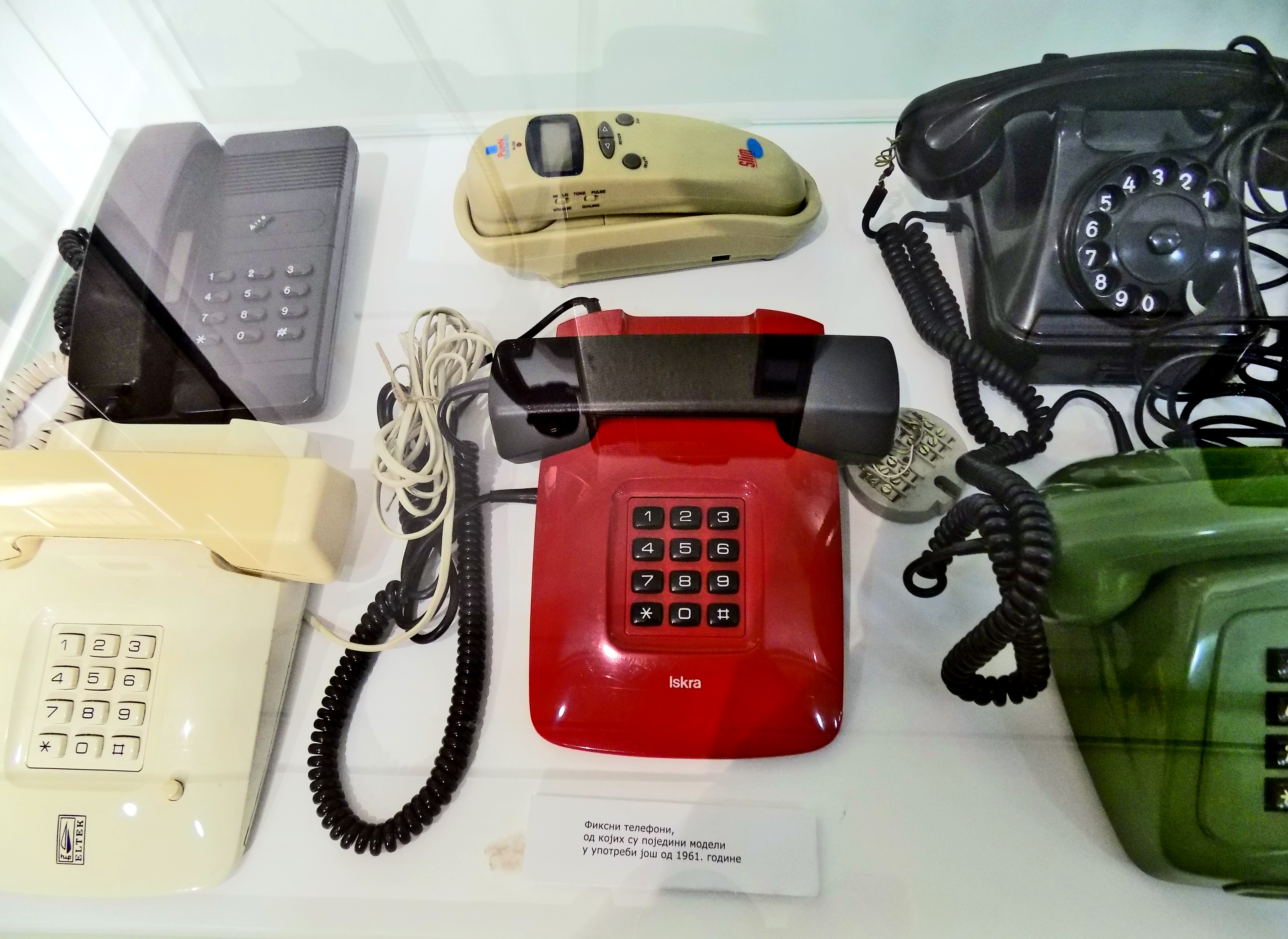
Teléfono Iskra ETA (Museo PTT en Belgrado, Serbia). Diseñado por Davorin Savnik el teléfono de "Iskra ETA" fue el orgullo de los diseños yugoslavos y eslovenos de finales de los setenta y principios de los ochenta del. Debido a la deficiente protección de patentes, el modelo se copia al mundo en 300 millones de copias (Museo PTT en Belgrado, Serbia).

Davorin Savnik (1929 - 2014) fue un diseñador industrial y arquitecto de Eslovenia.

## Trabajo
Su trabajo incluye el diseño de dispositivos audiovisuales y de telecomunicaciones, teléfonos, equipos de electro técnica y electromédicos, herramientas de mano, electrodomésticos y equipos informáticos. De vez en cuando dio conferencias en universidades nacionales y extranjeras. En 1966 fue galardonado con el Prešeren Fund Award.
Su más famosa obra fue el teléfono ETA 80 desde 1978, que pronto se convirtió en parte de numerosos hogares y oficinas alrededor Eslovenia y en todo el mundo. Los teléfonos fueron producidos por la empresa Iskra en Kranj.
El teléfono se ha convertido en altamente reconocido en el extranjero también, y ha recibido numerosas distinciones por su forma estética, incluyendo un premio Good Design. Se ha adoptado como parte de la exposición permanente de los productos modernos extraordinariamente diseñados en el Museo de Arte Moderno de Múnich, el Museo de Arte Moderno (MoMA) de Nueva York, y el Museo de Arquitectura de Liubliana en Liubliana.
La idea de Savnik ha sido copiada por numerosos fabricantes de todo el mundo, en una producción total de 300 millones de piezas. Los artículos y fotos que retratan el teléfono han sido publicados por los japoneses, estadounidenses, británicos, rusos, checos y croatas en revistas profesionales y periódicos. Murió en 2014 a los 85 años de edad.